# Божин Темов
Божин Христов Темов (на английски: Bojin C. Temos) е български общественик и революционер, деец на Вътрешната македоно-одринска революционна организация.

## Биография
Божин Темов е роден през 1887 година в костурското село Ощима, тогава в Османската империя. Присъединява се към ВМОРО и участва в Илинденско-Преображенското въстание от 1903 година. След това емигрира в Канада, а при избухването на Балканската война през 1912 година се връща в България и участва като доброволец във войната. По-късно отново емигрира и участва в дейността на Благотворителното дружество „Ощима“. Умира в Торонто през 1952 година.